# Merevarí
Merevarí je rijeka u Venezueli, pritoka rijeke Caure. Pripada porječju rijeke Orinoco.